# Kibiro
Kibiro es un pequeño pueblo pesquero de Uganda situado en la orilla sudoriental del lago Alberto. Los habitantes del pueblo no pueden producir sus propios productos agrícolas y deben comerciar con otras comunidades para cubrir la mayoría de sus necesidades. Los habitantes de Kibiro se mantienen principalmente de la producción y el comercio de sal. Debido a su valor cultural, este lugar fue inscrito en la lista indicativa del Patrimonio Mundial de la UNESCO el 10 de septiembre de 1997.

## Entorno geográfico
Kibiro está situado en el fondo del valle occidental del Rift, en el continente africano, y en la orilla oriental del lago Alberto. "Kibiro está en una sombra de lluvia y tiene mucha menos lluvia que el país adyacente. Se caracteriza por tener un clima ventoso y cálido, con temperaturas anuales que oscilan entre los 22,0 °C y los 29,3 °C. “La llanura costera de Kibiro tiene forma de triángulo; con su base formada por el fondo de la escarpa, es apreciablemente más ancha que la estrecha llanura al noreste, mientras que al suroeste, entre Kibiro y Hoima, en algunos lugares no hay llanura en absoluto”."No hay carretera hasta Kibiro; el acceso principal es un sendero empinado que desciende por la escarpa. El suelo de Kibiro es poco profundo y rocoso, y la escarpa adyacente crea una sombra de lluvia local. El pueblo actual de Kibiro es un asentamiento de viviendas relativamente dispersas que se extiende varios kilómetros a lo largo de la llanura costera. Está dividido en dos partes principales por el valle de Mukihanga: la parte más grande del pueblo está al suroeste y se conoce como Bubare, la parte al noreste se conoce como Kihenda. La llanura costera de Kibiro tiene dos niveles: una zona ligeramente más alta de terreno ligeramente inclinado, normalmente pedregoso, que linda con la base de la escarpa; y una zona más baja, más llana, a menudo pantanosa, de arena, adyacente al lago pero separada de él por dos crestas de playa.

## Historia
La producción de sal en Kibiro es una industria importante. La economía de Kibiro gira en torno a la sal. "Sin su industria salinera, Kibiro sería probablemente sólo una pequeña aldea de pescadores, sin sus extensos y profundos yacimientos arqueológicos". La sal es producida exclusivamente por mujeres. "La producción de sal en Kibiro se basa en la lixiviación del suelo salino, la salmuera resultante se hierve para evaporar el agua". El proceso de producción de sal en Kibiro es un poco más sofisticado que otros. El proceso utilizado para producir la sal en Kibiro reutiliza constantemente el mismo suelo. "Este reciclaje se consigue esparciendo repetidamente tierra suelta y seca sobre la superficie de un yacimiento salino húmedo, del que la acción capilar inducida por el sol extrae la humedad salada". El proceso de obtención de la sal conllevaba técnicas más tediosas que los relativamente sencillos métodos de recolección empleados en los lagos de cráter del ecuador. Con la técnica única que se hace para producir sal, se cree que lo más probable es que Kibiro nunca se quede sin sal, la única forma en que se acabaría la sal es si las aguas termales se secasen, pero antes de que eso sea una posibilidad real, se cree que lo más probable es que los salineros se queden sin leña. La orilla bunyoro del lago Alberto tiene relativamente pocos recursos, salvo la sal producida en Kibiro y antiguamente en otros lugares.

## Proceso de producción de sal
No hay constancia del proceso de producción de sal antes de los informes de los europeos en el siglo XIX. Las técnicas de producción de sal descritas por los primeros europeos difieren en muchos aspectos de las empleadas por los actuales habitantes de Kibiro.
Hoy en día, en Kibiro, el agua de las fuentes termales fluye sobre el suelo salino de la zona, manteniéndolo húmedo. Los trabajadores esparcen tierra seca por encima, lo que extrae la sal de la tierra. A continuación, se recoge la tierra y se coloca en un tamiz situado sobre una gran olla. Se vierte agua sobre la tierra, y el agua arrastra la sal a la olla. Esta solución se hierve para producir sal.
La producción de sal en la zona es realizada exclusivamente por mujeres.

## Arqueología

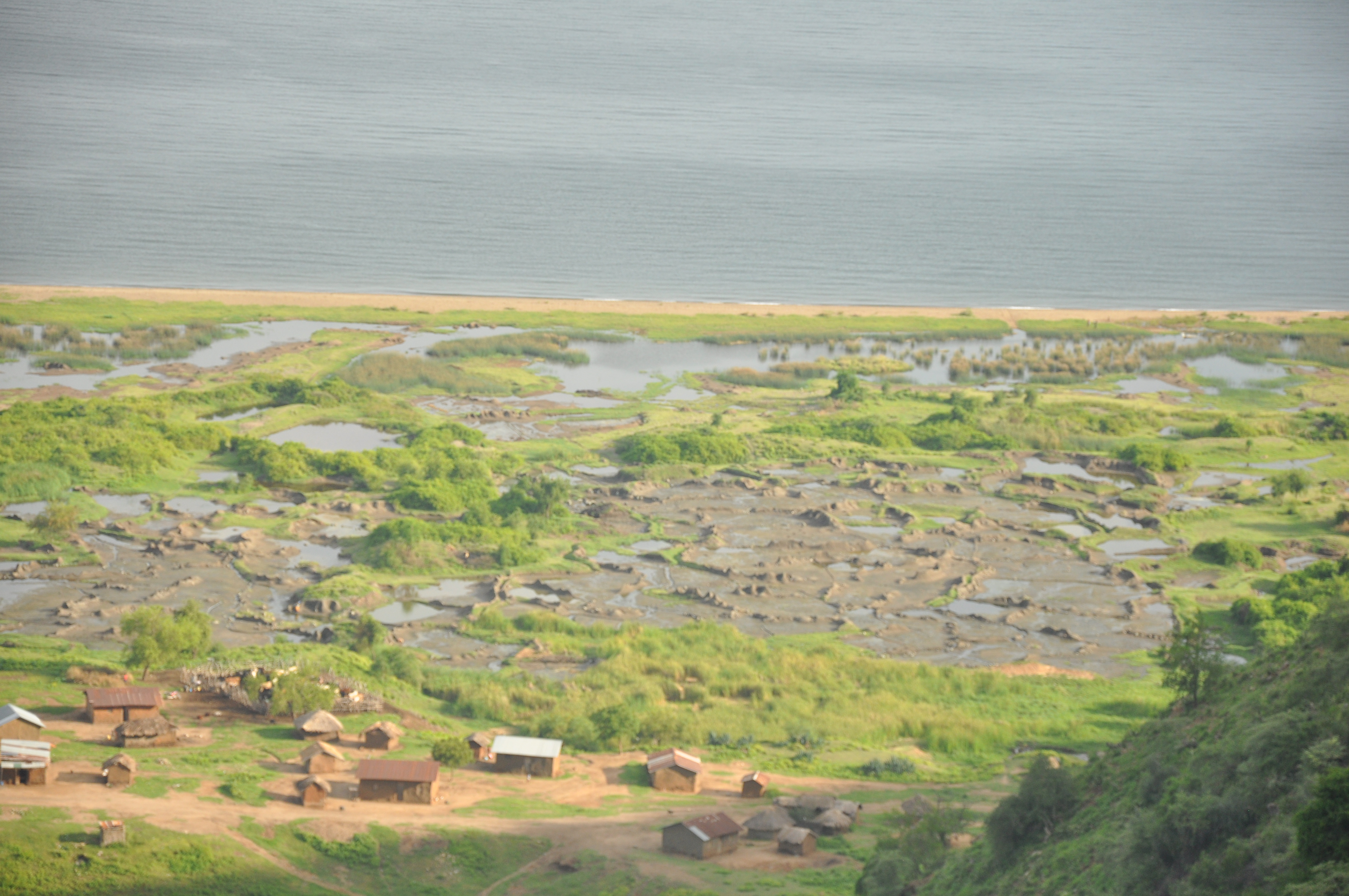
Kibiro Salt Gardens, ubicado en el distrito de Hoima, Uganda

El yacimiento de Kibiro ha sido de gran interés para los arqueólogos por sus yacimientos únicos, que se encuentran cerca del oeste de Uganda. "La superficie de la zona alta de la llanura costera de Kibero presenta una dispersión de cerámica rota que se extiende más de un kilómetro de noreste a suroeste". Se trata de un hallazgo único, ya que no existe ningún otro lugar que presente "depósitos de ocupación profundos, extensos y bien estratificados, creados por agricultores que utilizaron el hierro durante el último milenio"."Los fragmentos de cerámica rota, que localmente se conocen como nkibo, forman una alfombra casi continua en la superficie de Kihenda, gran parte de la cual sólo tiene una fina cubierta de hierba". La sal fabricada en los manantiales de Kibero, al oeste de Bunyoro, se distribuía a través del lago Alberto en piraguas a las poblaciones de la zona de Lendu, al noreste del Congo. La sal de Kibero se obtenía de tierras salíferas.
El arqueólogo Graham Connah realizó una serie de excavaciones en la pequeña aldea de Kibiro. Connah excavó Kibiro por primera vez en 1989. El yacimiento de Kibero constaba de cuatro cortes discretos, en los que se tomaron muestras de tres partes separadas de la zona más extensa de depósitos del asentamiento. La zona en la que se realizó el corte se conoce como Kihenda, que se encuentra entre los dos grupos más grandes de yacimientos salados y se dice que es la parte más antigua de la aldea".
El primer corte, excavado a principios de 1989, era sólo un pozo de prueba, destinado a obtener una comprensión preliminar de los depósitos y su contenido y a establecer una cronología radiocarbónica inicial". La determinación de dónde realizar el primer corte se basó en el supuesto de que los depósitos que estuvieran a menos de 3 m pero a más de 0,8 m de profundidad conducirían al hallazgo de depósitos naturales. En el corte I los depósitos excavados formaban una serie irregular de unidades, que contenían tierra ceniza en los niveles superiores y arena, grava y limo hacia los niveles inferiores. Había fragmentos de carbón de madera y tiestos de cerámica. Además de los ecofactos, los restos culturales que se descubrieron en el Corte I eran trozos de pipas de fumar, cuentas de disco de concha de agua dulce, así como dos artefactos de concha que consistían en una valva del bivalvo de agua dulce Mutela emini. También se descubrieron huesos de animales en el yacimiento. Todo ello, unido a las demás pruebas encontradas, indica que las actividades domésticas fueron un factor importante en su formación.
Los cortes II-IV se excavaron en 1990; mientras que el corte I se había excavado en divisiones arbitrarias, los cortes II-IV se excavaron en verdaderas unidades estratigráficas. Una vez excavado el yacimiento, el trabajo realizado por Connah demostró que la estratificación era poco visible. Para obtener una estratificación mejor, tuvieron que adquirir y retirar determinados bloques de depósitos para poder ver mejor la estratificación.
Los principales yacimientos arqueológicos de Kibiro parecen constituir un montículo de asentamiento plano de forma irregular.

### Artefactos
En el yacimiento de Kibiro se encontraron restos de cerámica. Ha habido "fragmentos de cerámica, muelas de piedra: ocasionalmente ha habido cuentas, fragmentos de pipas de fumar, conchas de cauri, trozos de conchas de agua dulce y restos de huesos, tanto de mamíferos como de peces". En las dos excavaciones que se hicieron se recuperaron más de 2 toneladas métricas de cerámica rota. La cerámica actual encontrada en Kibiro tiene una decoración similar a la de los restos que se recuperaron. La cerámica de Kibiro tenía una decoración de  tiras anudadas, en la que falta fundamentalmente las tiras retorcidas. La variación en los patrones no se limitaba a un tipo de decoración, sino que los diferentes tipos de patrones también mostraban variaciones cronológicas en Kibiro. Como parece haber mucha variación entre la cerámica de Kibiro, parece poco probable que la cerámica de esta zona se fabricara aquí. Ha habido formas similares del tipo de cerámica que se encuentra en Kibiro en zonas vecinas, con lo que se cree que la cerámica que se descubrió en Kibiro se fabricó en otro lugar y se trajo al pueblo.
Al excavar en Kibiro se encontraron otros materiales. Algunos de ellos eran de hierro, trozos de pipas de fumar y abalorios. Las cuentas que se encontraron eran comunes mientras se realizaban las excavaciones. Por lo general, se trataba de cuentas de concha de agua dulce en forma de disco y, más adelante en los yacimientos, también se encontraron cuentas de marfil y cuentas de vidrio, que son poco comunes.
Además de la cerámica y otros materiales culturales hallados en las excavaciones de Kibiro, también se encontraron restos de animales. La mayoría de los restos de animales eran huesos que parecían estar bien conservados, pero estaban demasiado destrozados para poder diagnosticarlos. Los huesos de animales indican que los habitantes de Kibiro se alimentaban de pescado y de vacas, cabras y ovejas domesticadas. Además de peces y vacas, se encontraron otros restos de animales salvajes, como liebres, varios roedores, cocodrilos, serpientes, ranas y aves, que se cree que complementaban su dieta o que se incluyeron en los yacimientos por razones que no están del todo claras.

### Estratigrafía
La serie de cortes que se realizó en Kibiro mostró una serie de depósitos estratificados que se habían acumulado a lo largo de un periodo de 700-800 años hasta la actualidad y que parecían ser el resultado de actividades tanto domésticas como industriales. Cuando se examinaron más detenidamente los cortes, se descubrió que los cortes I, III y IV eran horizontales, pero, en comparación, el corte II estaba inclinado, en zonas muy escarpadas. "El corte II estaba situado en el borde de lo que parecían los depósitos arqueológicos más profundos, y revelaba escombros de roca inclinados que probablemente eran el resultado de la larga práctica de retirar piedras de los yacimientos de sal adyacentes y amontonarlas fuera del camino". Los demás cortes presentaban una gran variedad de espesores compuestos por tierra, arena, grava o limo, mezclados con piedras de distintos tamaños y también contaban con un fenomenal número de restos de cerámica en la mayoría de los casos. En el proceso de excavación del Corte II se descubrió un hogar que, según se cree, se utilizaba en el proceso de cocción de la sal. El descubrimiento de los fogones también puso de manifiesto que la fabricación de sal en Kibiro se produjo durante toda la ocupación. Según Graham Connah en su artículo publicado en 1991, afirma que "debido a que el corte I era un pozo de prueba limitado, el corte II tenía depósitos parcialmente inclinados y el corte IV tomaba muestras de la parte menos profunda de los depósitos arqueológicos cerca del borde del lago Alberto, el corte III proporciona la secuencia estratificada más fiable y completa".

## Discusión
Con las numerosas excavaciones que se están realizando en Kibiro, hay que ser consciente de las consecuencias que conllevan los trabajos arqueológicos que se llevan a cabo. Si no hubiera sido por la industria de la sal, Kibiro sólo habría sido conocido como un pequeño pueblo de pescadores. La demanda de sal hizo que la gente quisiera vivir en la zona para formar parte de la industria. Había que comprender que, "a medida que aumenta la población de la aldea, parece inevitable que la excavación de estos pozos destruya cada vez más los importantes yacimientos de Kibiro". Aunque es importante conocer los orígenes de un antiguo reino, se hace a costa de explotar los recursos que hacen única a la pequeña aldea de Kibiro y hacen que deje de ser el lugar en el que se pueden rastrear los inicios.